# El millor de mi (pel·lícula de 2007)
El millor de mi (títol original en castellà: Lo mejor de mí) és una pel·lícula espanyola estrenada el març de 2008, dirigida per Roser Aguilar i rodada a Barcelona. Ha estat doblada al català.

## Argument
Raquel (Marian Álvarez) és una noia que de petita sentia molt parlar de AMOR: A la tele, a la ràdio, al cinema, a les pel·lícules. Marxa a viure amb Tomás (Juan Sanz), un atleta d'elit, i quan aquest es posi malalt i necessiti un trasplantament de fetge serà quan realment coneixerà el seu significat i el que importa per a ella.

## Repartiment
- Marian Álvarez... Raquel
- Juan Sanz	... Tomás
- Lluís Homar... Eduardo
- Alberto Jiménez... Dr. Ferrer
- Marieta Orozco... Silvia
- Carmen Machi... 	Carmen
- Pablo Derqui... 	David
- Nausicaa Bonnín - Claudia

## Premis
53a edició dels Premis Sant Jordi de Cinematografia
| Categoria          | Persona            | Resultat   |
| ------------------ | ------------------ | ---------- |
| Millor opera prima | Millor opera prima | Guanyadora |

Lleopard a la millor interpretació femenina al Festival Internacional de Cinema de Locarno.
Premi Turia a la millor actriu revelació i millor opera prima (2018).